# Edwin Norbert Wagner
Edwin Norbert Wagner (ur. 6 czerwca 1899 w Frysztaku, zm. w lutym 1944 w Warszawie lub Oświęcimiu) – polski polityk, legionista, poseł na Sejm III, IV i V kadencji w II RP, działacz BBWR i OZN, prezes Związku Inwalidów Wojennych RP, członek Polskiego Związku Wolności, major piechoty Wojska Polskiego, kawaler Orderu Virtuti Militari.

## Życiorys
Edwin Norbert Wagner urodził się 6 czerwca 1899 roku we Frysztaku, w rodzinie Józefa, urzędnika sądowego, i Amelii z domu Probst. W młodości działacz skautingowy.
Podczas I wojny światowej walczył w szeregach 9 kompanii 6 pułku piechoty Legionów Polskich. Po kryzysie przysięgowym wcielony do armii austriackiej. W latach 1917–1920 student prawa na Uniwersytecie Jagiellońskim. Później w armii polskiej – brał udział w walkach o Lwów oraz w wojnie polsko-bolszewickiej, dochodząc do stopnia majora. W wyniku ran odniesionych w bitwie nad Berezyną, stracił wzrok.
W dniu 3 maja 1922 roku został zweryfikowany w stopniu majora ze starszeństwem z dniem 1 czerwca 1919 roku i 506. lokatą w korpusie oficerów piechoty. W 1923 roku, pomimo orzeczonej niezdolności do służby wojskowej, pozostawał w stanie czynnym, w 2 pułku piechoty Legionów w Pińczowie. Z dniem 31 grudnia 1924 roku został przeniesiony w stan spoczynku z „powodu trwałej niezdolności do służby wojskowej, stwierdzonej na podstawie przeprowadzonej superrewizji”.
W wyniku tego wydarzenia zaangażował się w działalność społeczną w organizacjach grupujących inwalidów wojennych. Wraz z por. Stanisławem Kłakiem był współzałożycielem utworzonego w lutym 1922 Małopolskiego Związku Ociemniałych Żołnierzy „Spójnia” we Lwowie i został jego pierwszym przewodniczącym, po czym w 1925 został zastąpiony przez por. Kłaka na tym stanowisku. Był także prezesem Związku Ociemniałych Żołnierzy RP i Związku Inwalidów Wojennych RP (lata 1933–1939). Sprawował również funkcję jednego z trzech wiceprzewodniczących Federacji Polskich Związków Obrońców Ojczyzny. Działał także w międzynarodowych organizacjach kombatanckich. W 1934 roku pozostawał w ewidencji Powiatowej Komendy Uzupełnień Lwów Miasto. Posiadał przydział do Oficerskiej Kadry Okręgowej Nr VI i był wówczas w dyspozycji dowódcy Okręgu Korpusu Nr VI. W listopadzie 1937 w Paryżu został wybrany wiceprezesem Federacji Międzysojuszniczej Byłych Kombatantów (FIDAC) i jednocześnie przewodniczącym sekcji polskiej.
Z listy państwowej Bezpartyjnego Bloku Współpracy z Rządem wszedł w skład Sejmu III, IV i V kadencji (odpowiednio z okręgu wyborczego nr 70, 70 i 72). Był działaczem piłsudczykowskiego Obozu Zjednoczenia Narodowego. W 1937 był członkiem zarządu lwowskiego Obozu Zjednoczenia Narodowego. Pełnił mandat radnego Rady Miasta Lwowa.
Podczas okupacji niemieckiej współorganizował Polski Związek Wolności. Aresztowany przez Niemców 12 stycznia 1941 wraz z żoną, zwolniony 15 marca tegoż roku (żonę zwolniono 24 grudnia 1943). Ponownie aresztowany 13 stycznia 1944 (po dwóch dniach poinformowano jego córkę o jego zwolnieniu). Został zamordowany przez okupantów, jedna dokładna data i miejsce śmierci nie są znana. Najprawdopodobniej zginął pod koniec lutego 1944 na Pawiaku lub w ostatnich dniach 1944 w KL Auschwitz.

## Ordery i odznaczenia
- Krzyż Srebrny Orderu Wojskowego Virtuti Militari nr 3861 (1921)[10]
- Krzyż Komandorski Orderu Odrodzenia Polski (11 listopada 1937)[11][12]
- Krzyż Niepodległości (15 czerwca 1932)[13]
- Krzyż Oficerski Orderu Odrodzenia Polski (27 listopada 1929)[11][14][15]
- Krzyż Walecznych[11]
- Złoty Krzyż Zasługi (1938)[16]
- Medal Pamiątkowy za Wojnę 1918–1921[11]
- Medal Dziesięciolecia Odzyskanej Niepodległości[11]
- Krzyż Pamiątkowy 6 pułku piechoty Legionów („Krzyż Wytrwałości”)[17]
- Krzyż Oficerski Orderu Legii Honorowej (Francja)[11]
- Krzyż Komandorski Orderu Korony Jugosłowiańskiej (Jugosławia)[11]